# امامزاده محمد بن حسن

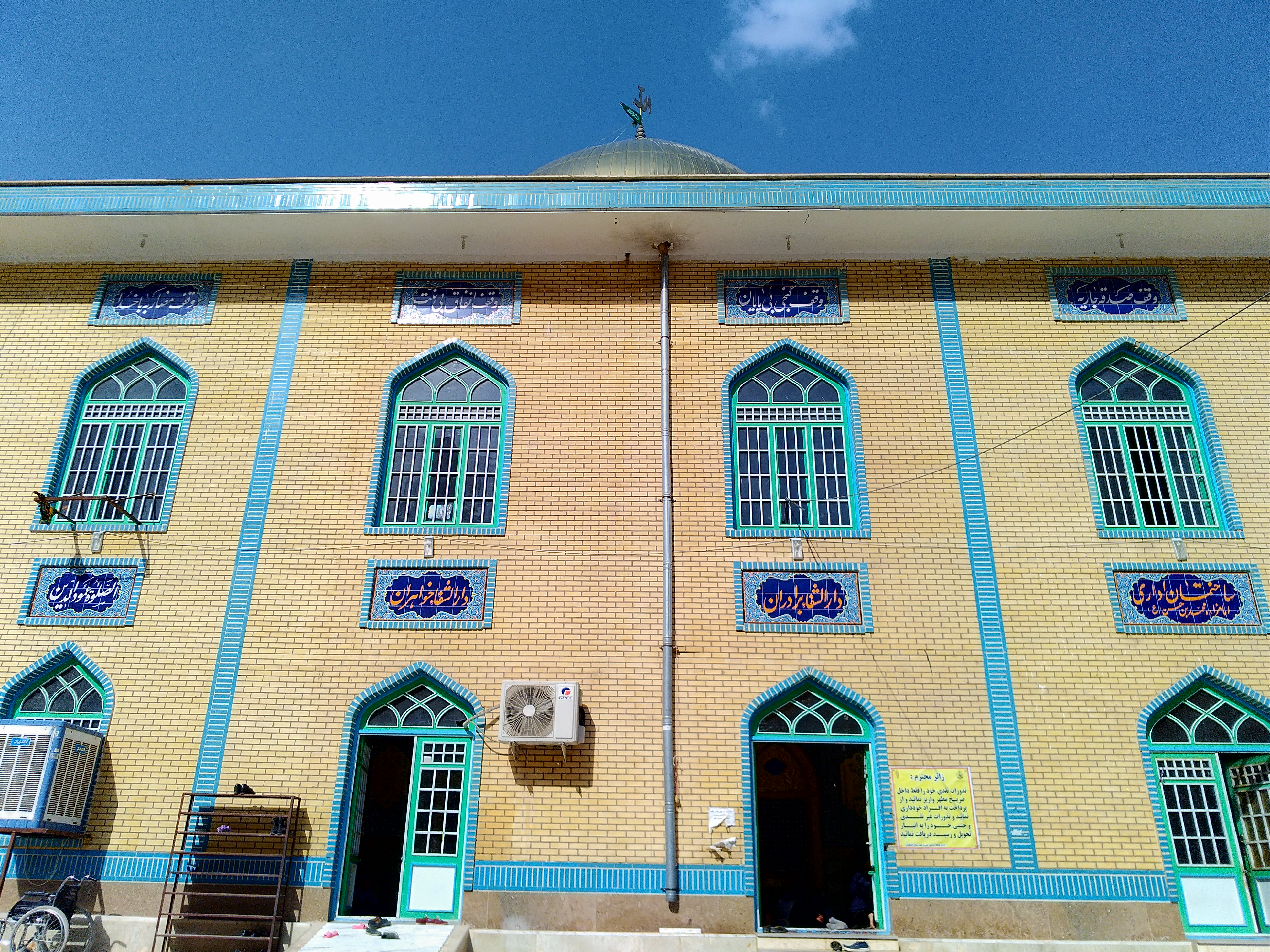

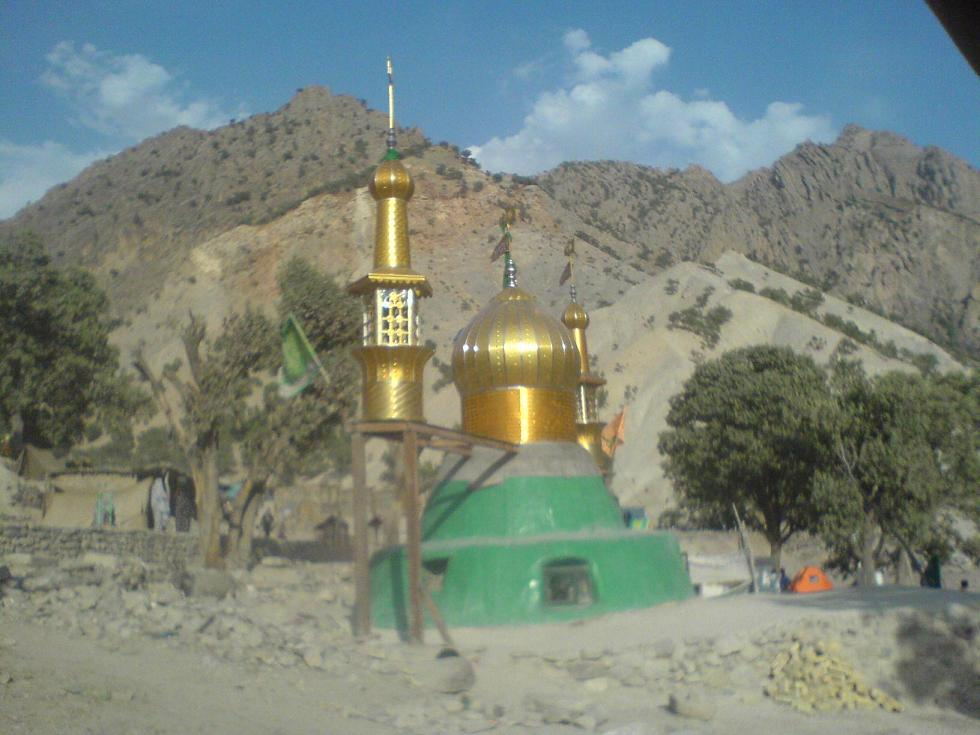
تصویر قدیمی امامزاده

اِمامزاده مُحمٌد بن حَسَن به لری مومد حسه یکی از مکان‌های زیارتی و گردشگری شهرستان الیگودرز واقع در جنوب شرق استان لرستان است که هر ساله میزبان گردشگران بسیاری از نقاط مختلف لرستان و ایران است این امامزاده در فاصله ۱۳۰ کیلومتری از شهر الیگودرز قرار دارد. مسیر منتهی به مقبره امامزاده محمد بن حسن جاده ای خاکی و کوهستانی است که البته مقداری از این جاده روستایی آسفالت است. در انتهای راه قبلی این جاده باید مسافتی را هم پیاده طی کرد ولی در راه جدید هیچ گونه پیاده‌روی وجود ندارد. آرامگاه این امامزاده در یک زمین نسبتاً هموار قرار گرفته که اطراف آرامگاه را کوه ها و درختان بلوط پوشانده است.

## ساختمان آرامگاه
ساختمان آرامگاه امامزاده محمد بن حسن با وجود بازدیدکنندگان بسیار، دیگر بافتی قدیمی و فرسوده دیگر ندارد. آرامگاه تنها از یک اتاق بسیار کوچک تشکیل شده بود که مصالح به کار رفته در ساخت آن خشت و گِل بود.
هم‌اکنون فضای بسیار بهتری در اختیار زیارت‌کنندگان 
گذاشته شده‌است. ساختمان آرامگاه این امامزاده دارای خدمات رفاهی مناسبی می‌باشد.